# Рябиновка (Карачевский район)
Рябиновка (историческое название — Божидаево, Божидаевка) — деревня в Карачевском районе Брянской области, в составе Вельяминовского сельского поселения. 

## География
Расположена в 6 км к юго-востоку от села Вельяминова, в 5 км к западу от села Глинки Орловской области.

## История
Упоминается с XVII века как слобода в составе Подгородного стана Карачевского уезда. В XVIII—XIX вв. — владение Спечинских и других помещиков; состояла в приходе села Глинки. До 1929 года — в Карачевском уезде (с 1861 — в составе Бошинской волости, с 1924 в Вельяминовской волости).
С 1929 в Карачевском районе; до 1962 года входила в состав Бугровского сельсовета, позднее в Вельяминовском сельсовете (с 2005 — сельском поселении).
В 1964 г. Указом Президиума ВС РСФСР деревня Божедаево переименована в Рябиновку.

## Население
| 2010 | 2013 |
| ---- | ---- |
| 0    | →0   |

| Годы      | 1866 | 1887 | 1926 | 1979 | 1989 | 2002 | 2010 |
| --------- | ---- | ---- | ---- | ---- | ---- | ---- | ---- |
| Население | 234  | 309  | 271  | 54   | 30   | 4    | 0    |